# Arboucave
Arboucave település Franciaországban, Landes megyében. Lakosainak száma 214 fő (2022. január 1.). Arboucave Lacajunte, Mant, Payros-Cazautets, Puyol-Cazalet, Samadet, Urgons és Malaussanne községekkel határos.

## Népesség
A település népességének változása:
| Lakosok száma | 220  | 204  | 202  | 193  | 200  | 201  | 201  | 202  | 202  | 214  |
|               | 1968 | 1982 | 1990 | 2006 | 2013 | 2015 | 2017 | 2019 | 2020 | 2022 |